# Парниковий експеримент
«Парниковий експеримент» (англ. The Steam Experiment) — американський трилер 2009 року.

## Сюжет
Професор Джим Петтіс, який намагається наочно показати, як небезпечно глобальне потепління, заманює шістьох людей в готельну сауну і замикає їх там, поступово підвищуючи температуру в парильні. Окрім проведення жахливого експерименту, божевільний вчений вимагає, щоб його статтю про парниковий ефект опублікувала місцева газета. Це ультиматум Джима головному редактору, в іншому випадку він до смерті запарить своїх заручників. Поведінкою безумця зацікавлюється поліцейський детектив, а тим часом в розпеченій лазні починається справжній жах.

## У ролях
| Актор                | Роль                           |
| -------------------- | ------------------------------ |
| Вел Кілмер           | Джиммі                         |
| Арманд Ассанте       | детектив Манчіні               |
| Ерік Робертс         | Грант                          |
| Меган Браун          | Катерина                       |
| Патрік Малдун        | Крістофер                      |
| Корделія Рейнольдс   | Маргарет                       |
| Єва Мауро            | Джессі                         |
| Квінн Даффі          | Френк                          |
| Даг Елчін            | лейтенант Кларк                |
| Марк Бонто           | юморістичний письменник газети |
| Ейлін Бріеш          | працівник газети 1             |
| Джеймс Кантрелл      | санітар                        |
| Керрі Дразек         | медсестра в лікарні            |
| Джуліанна Хау-Боуенс | офіцер Бріггс                  |
| Майк Карпус          | працівник газети 3             |
| Сара Мартінес        | Тара                           |
| Йвонне Місіак        | медсестра                      |
| Шелбі Даміко         | Рікі                           |
| Майкл Тревіс         | Сем                            |
| Яна Велдір           | офіціантка                     |
| Рікі Вейн            | Волтер Груббс                  |